# تعلقه خیرپور
تعلقه خیرپور (به انگلیسی: Khairpur Taluka) یک تعلقه یا تحصیل در پاکستان است که در ایالت سند واقع شده‌است.